# Nicodamus
Nicodamus es un género de arañas araneomorfas de la familia Nicodamidae. Se encuentra en Australia.

## Lista de especies
Según The World Spider Catalog 12.0:
- Nicodamus mainae Harvey, 1995 — Oeste de Australia, Sur de Australia
- Nicodamus peregrinus (Walckenaer, 1842) — Este de Australia